# Chris Marker
Pour les articles homonymes, voir Marker.
Christian Bouche-Villeneuve, dit Chris Marker (parfois écrit Chris. Marker), est un réalisateur, écrivain, illustrateur, traducteur, photographe, éditeur, philosophe, essayiste, critique, poète et producteur de cinéma français, né le 29 juillet 1921 à Neuilly-sur-Seine et mort le 29 juillet 2012 à Paris.
Pour le public, son œuvre renvoie à ses films majeurs : La Jetée, Sans soleil, Le Joli Mai, Le fond de l'air est rouge et Chats perchés. Pour l’essentiel, ce sont des documentaires, définis dès le départ, selon André Bazin, comme des essais cinématographiques.
Cependant, son œuvre d'ensemble ne se limite pas aux films qu'il a signés. En effet le réalisateur français collabore activement avec d’autres réalisateurs, écrivains, acteurs, artistes ou simples ouvriers : Costa-Gavras, Yves Montand, Alain Resnais, Paul Paviot, Yannick Bellon, Alexandre Medvedkine, Jorge Semprun, Benigno Cacérès, Thoma Vuille, Mario Ruspoli, Joris Ivens, Haroun Tazieff, William Klein, Mario Marret, Akira Kurosawa, Patricio Guzman. Il soutient également les jeunes, notamment le collectif Kourtrajmé et Isild Le Besco, en qui il voit « une nouvelle nouvelle vague ».
Tout au long de sa carrière, Chris Marker s’est attaché à observer les vicissitudes de l’histoire mondiale tout autant qu’individuelle, avec curiosité et discernement, avec poésie et émerveillement, avec ironie et souvent un regard amusé, parfois avec colère. Au centre de sa réflexion figurent la mémoire, le souvenir, la nostalgie du temps passé réinventé mais à jamais disparu.

## Biographie
Christian Bouche-Villeneuve naît le 29 juillet 1921, à Neuilly-sur-Seine (Hauts-de-Seine). Il est le fils de Georges Hippolyte Bouche-Villeneuve, 38 ans, inspecteur des agences de la région parisienne du Crédit Lyonnais, et de Jeanne Marie Henriette Villeneuve, 30 ans. Les premières années de sa vie sont cependant obscures et Chris Marker lui-même a contribué à la confusion en transmettant délibérément des informations erronées aux journalistes. Par exemple, certaines sources affirment qu'il est né à Belleville[réf. incomplète], d'autres à Oulan-Bator, ou à Pékin, d'autres encore suggèrent qu'il a peut-être combattu comme pilote d'avion et parachutiste.
Contrairement à la légende qu'il a lui- même inspirée (dans Immemory entre autres), il ne réside pas pendant deux ans à Cuba avec son oncle. Enfant, Christian vit uniquement à quelques dizaines de mètres du lycée Pasteur (Neuilly-sur-Seine), où il étudie dans les années 1930[source insuffisante]. Bien qu'élève dans la section Philosophie, il ne suit pas les cours de Jean-Paul Sartre, alors tout jeune agrégé en philosophie, qui est responsable de l'autre classe de philosophie et qui quitte très rapidement l'institution[source insuffisante]. Alors élève de terminale, Christian crée en 1938 avec Serge Dumartin et Bernard Pingaud le journal du lycée, intitulé Le Trait d'union, en tant qu'éditeur sous le pseudonyme de Marc Dornier. Il commence sa licence de philosophie lorsque la guerre éclate, puis rejoint son père à Vichy (en zone libre, après que Paris est passée sous l'occupation des Allemands nazis). Croyant pouvoir offrir une vision positive aux jeunes, Christian Bouche-Villeneuve crée, à l'été 1941, La Revue française : Cahiers de la Table ronde, sous le même pseudonyme de Marc Dornier, en compagnie de son ami de lycée Bernard Pingaud. Cette revue littéraire à tendance pétainiste, suivant les idées de la révolution nationale, est destinée aux jeunes Français alors en perte de repères et à l'avenir des plus obscurs. Cette publication s'achève très rapidement : la revue ne connaît que deux numéros, le troisième étant abandonné avant même l'impression. C'est définitivement déçu par la politique du maréchal Pétain, alors que les Américains de leur côté entrent en guerre en décembre 1941, que Marker quitte Vichy et se rend en Suisse. Il rejoint alors la Résistance et se retrouve, à la Libération, dans l'armée américaine,.

### Écriture (1946-1952)
Après la fin de la Seconde Guerre mondiale, Chris Marker écrit pour la revue Esprit, qui reparaît entièrement refondue après avoir été interdite en 1941 sous le régime de Vichy. Dirigée par le philosophe Emmanuel Mounier, héritier de l'existentialisme et prônant un catholicisme de gauche, la revue s'intéresse aux questions sociales et au dialogue avec le communisme dans l’intention de participer aux débats de l'après-guerre. Marker y fait ses armes et y publie de nombreux articles entre 1946 et 1955 : des commentaires sur l'actualité politique, des poèmes, des recensions littéraires et cinématographiques. Il adopte le pseudonyme de Chris Marker, imaginé d'après son prénom (Christian) et une marque de stylos populaire à l'époque, Magic Markers. Christian Bouche-Villeneuve souhaite en effet voyager fréquemment hors de France, et Chris Marker est un nom facile à prononcer dans de nombreuses langues.
Mais surtout, il travaille activement pour les organisations Peuple et culture et Travail et Culture. Ces organisations sont créées au lendemain de la Libération avec l'ambition « de rendre la culture au peuple et le peuple à la culture » et sont proches de l'équipe d'Esprit mais aussi du Parti communiste français (PCF). L'un des principaux animateurs de ce projet n'est autre qu'André Bazin, qui cofonde en 1951 les Cahiers du cinéma. C'est également dans les bureaux de Travail et Culture, rue des Beaux-Arts à Paris, que Marker rencontre, à la fin des années 1940, Alain Resnais, avec lequel il se lie d'amitié et collabore par la suite.
Durant cette période, Marker publie un roman, Le Cœur net (1949), plusieurs poèmes et un essai sur Jean Giraudoux intitulé Giraudoux par lui-même (1952). Trilingue, il traduit également des ouvrages allemands et anglais en français. Il dirige par ailleurs, avec Joseph Rovan, les premiers numéros de la revue de Peuple et Culture, DOC (et sa version allemande DOK), et édite plusieurs documents pédagogiques pour l'association en collaboration avec les éditions du Seuil.
À la suite d'une violente critique de Mme Thomas, représentante du secrétariat du PCF chargé du « contrôle » des publications de Peuple et Culture, qui lui reprochait d'avoir publié un extrait de L'Espoir d'André Malraux qu'elle considérait comme un « auteur fasciste », Marker quitte la direction de la revue DOC. Il continue son activité comme animateur à Peuple et Culture et est engagé au Seuil pour diriger la collection « Petite Planète »,.
Dans l'œuvre de Chris Marker comme dans celle de Jean-Luc Godard, la citation est un élément important et récurrent. Il affirme cet intérêt, dès 1949, dans l'introduction de L'Homme et sa liberté, à savoir que l'« on s'exprime beaucoup mieux par les textes des autres, vis-à-vis de qui on a toute la liberté de choix, que par les siens propres, qui vous fuient comme s'ils le faisaient exprès au profit des parts de Dieu ou du diable. »

### Voyages (1952-1966)

#### Des films de commande auxStatues meurent aussi
Au début des années 1950, Chris Marker commence sa carrière cinématographique, parcourant le monde pour l'UNESCO, afin de « mettre le cinéma au service de l'éducation de base ». En 1952, avec les fondateurs de l'organisation Peuple et Culture Joffre Dumazedier et Benigno Cacérès, il réalise Olympia 52, un documentaire sur les Jeux Olympiques d'Helsinki, commissionné par l'organisation et qui fait partie de son projet d'éducation populaire. Dans le même temps, Marker poursuit son travail avec Alain Resnais sur le court métrage documentaire Les Statues meurent aussi, très influencé par le thème malrucien du « Musée imaginaire », ouvrage paru en 1947.
L'idée d'un film sur « l'art nègre » est déjà en gestation dans les esprits de Resnais et Marker, ce depuis fin 1948 - début 1949, alors que Resnais connaît le plein succès avec son court-métrage Van Gogh (1947), pour lequel il vient d'obtenir un Oscar. Les Statues meurent aussi est commandé en 1950 par l'éditeur Présence africaine, pour être achevé en 1952, après de multiples difficultés aux limites de l'insurmontable (dont le simple fait que Resnais, Marker et leur directeur photo Ghislain Cloquet n'y connaissent alors rien en art africain). Avant de sortir en salle, le film est censuré par la Commission de contrôle, qui refuse son visa d'exploitation notamment à cause d'un discours anticolonialiste. Une version tronquée sort dix ans plus tard.

#### Le «film-essai» comme genre propre
Olympia 52 et Les Statues meurent aussi suggèrent déjà l'esprit de voyage qui caractérise le travail de Chris Marker pendant toute la période qui suit. Comme le dit Catherine Lupton dans sa monographie sur Marker, « le désir de voir et de montrer le monde avec des perspectives inouïes va devenir le trait définitoire des activités de Chris Marker pendant les années 1950 et le début des années 1960, et il va ainsi établir sa réputation de globe-trotter invétéré avec une série de travaux basés sur les voyages dans les pays et les régions en transition. » En effet, les films Dimanche à Pékin (1956), Lettre de Sibérie (1958), Description d'un combat (1960) et Cuba si (1961) sont respectivement le fruit de voyages en Chine, en Sibérie, en Israël et à Cuba.
Dans Lettre de Sibérie, Chris Marker joue à remettre en cause la supposée « objectivité » du genre documentaire en répétant trois fois la même séquence tout en variant uniquement le commentaire. André Bazin voit dans Lettre de Sibérie la naissance ou la consolidation d'un genre qui sera dès lors inséparable de Chris Marker, pour ne pas dire synonyme : le « film-essai »,,.
Cuba si (1961) contient deux entretiens avec Fidel Castro filmés juste avant le débarquement de la baie des Cochons. Comme le ton est anti-américain, le gouvernement français censure le film jusqu'en 1963.

#### Marker et la photographie
Lorsqu'il ne tourne pas, Chris Marker fait de la photographie. En 1956, il publie son portfolio Clair de Chine dans la revue Esprit. En 1959, un voyage en Corée du Nord est à l'origine du recueil de photographies Coréennes, qu'il décrit comme un court métrage fait avec des images fixes, anticipant ainsi La Jetée (1962). Il y a un fort intérêt politique derrière ces voyages, dont quatre ont été faits au sein de pays socialistes. 
Tout en réalisant ses films, Marker devient en parallèle le directeur de la collection « Petite Planète » aux éditions du Seuil, qui offre une alternative aux guides de voyage plus classiques et dont il est le responsable entre 1954 et 1958. Il y développe alors une forme nouvelle d'alliance entre le texte et l'image : la photographie n'est plus reléguée au seul statut d'illustration, mais devient un complément indispensable du texte.
Entre son voyage à Cuba en 1961 et son voyage au Japon en 1964, Marker retourne en France pour réaliser deux films fondamentaux dans sa carrière : Le Joli Mai et La Jetée, tous les deux sortis en 1962.

#### 1962, année faste:Le Joli MaietLa Jetée
Le Joli mai est un long documentaire co-réalisé avec Pierre Lhomme, à partir de 55 heures d'entretiens avec des Parisiens, avec un commentaire en voix-off lu par Yves Montand,. Le film s'inspire du cinéma-vérité promu par Jean Rouch et Edgar Morin, en particulier avec Chronique d'un été (1960). Chris Marker cherche à faire une radiographie spirituelle et idéologique des Parisiens : Marker et son équipe leur posent des questions variées (leurs espoirs, leurs opinions, leur quotidien, leur point de vue sur le bonheur, l'amour, la guerre d'Algérie, la paix, le futur, etc.) et, bien que le commentaire soit moins présent que dans ses travaux antérieurs, il est encore très important comme conscience critique.
À l'opposé, La Jetée, probablement le film le plus célèbre de Chris Marker, est un point d'inflexion dans son œuvre. Dans ce film construit comme un photo-roman fait presque entièrement d'images fixes, Marker abandonne le mode documentaire et utilise les ressources de la science-fiction pour construire une fable sur le temps, la mémoire et la subjectivité, ainsi que sur leurs relations avec l'image. Il s'agit d'une problématique qui va hanter dorénavant toute son œuvre, tout particulièrement après les années « militantes » (1967-1981). Dans son anthologie du cinéma français, le critique Jean-Michel Frodon voit dans ce film l'un des chefs-d'œuvre du cinéma mondial. Le film a d'ailleurs servi de source d'inspiration pour le film hollywoodien L'Armée des douze singes, en 1995.
Dans le même temps, Marker collabore de manière très variée à un grand nombre de projets cinématographiques, allant de l'écriture du commentaire à la production, en passant par l'adaptation des sous-titres ou le montage. On le retrouve sur les films de cinéastes tels que Joris Ivens, Pierre Kast, William Klein, Jean Ravel (le monteur du Joli Mai), François Reichenbach et Catherine Varlin.
Même si Marker reste toute sa vie un voyageur, on peut cependant dire que cette première phase d'errance, commencée avec Dimanche à Pékin, est clôturée dans les années 1960 avec les films Le Mystère Koumiko (1965) et Si j'avais quatre dromadaires (1966).

#### Fin d'une errance:Le Mystère KoumikoetSi j'avais quatre dromadaires
L'origine du Mystère Koumiko est un voyage au Japon en 1964, lors des Jeux Olympiques de Tokyo. L'intention originelle de Marker est de réaliser un film sur ces Jeux, comme il l'a fait en 1952 à Helsinki. Il décide finalement de faire un film sur une jeune femme, Koumiko Muraoka, qu'il rencontre par hasard à Tokyo et qui parle français. Ce film lui donne aussi l'occasion d'explorer pour la première fois sa fascination pour le Japon, pays dans lequel il va retourner plusieurs fois par la suite.
De son côté, Si j'avais quatre dromadaires renverse la logique de Coréennes, car il s'agit cette fois d'un album de photographies en forme de film, au lieu d'un film sous forme de photographies accolées. Marker y rassemble plusieurs photos qu'il a accumulées durant ses voyages depuis 1950 et dresse ainsi une sorte de bilan de ses premières années de voyage qui précèdent les années de militantisme.

### Militantisme (1967-1981)
Les documentaires de voyage des années 1950 reflètent une sympathie profonde envers les tentatives d'implanter des régimes politiques socialistes dans différentes parties du monde, de Cuba à la Corée du Nord, du Chili au Viêt Nam. La montée de la contestation politique à la fin des années 1960 constitue pour Chris Marker l'occasion d'approfondir son engagement politique et de réfléchir à la place du cinéma dans le système de production et de distribution capitaliste, ainsi que sur son rôle idéologique. Marker cherche à faire ce que Jean-Luc Godard formule ainsi : « créer deux ou trois Vietnam au sein de l'empire Hollywood-Cinecittà-Mosfilms-Pinewood. »

#### Le collectif SLON - ISKRA
Le premier de ces efforts est la co-création avec Inger Servolin du collectif SLON (Société pour le Lancement des Œuvres Nouvelles) en 1967 en Belgique,, qui devient ISKRA (Images, son, kinescope, réalisation audiovisuelle)) en 1974. Comme l'explique un texte du collectif de 1971, « SLON est née d'une évidence : que les structures traditionnelles du cinéma, par le rôle prédominant qu'elles attribuent à l'argent, constituent en elles-mêmes une censure plus lourde que toutes les censures. D'où SLON, qui n'est pas une entreprise, mais un outil — qui se définit par ceux qui y participent concrètement — et qui se justifie par le catalogue de ses films, des films QUI NE DEVRAIENT PAS EXISTER ! »
Pour cette entreprise, Marker perd son statut privilégié d'auteur-réalisateur pour devenir producteur et animateur du collectif. Pendant cette période, plusieurs de ses propres films ne sont pas signés. Le premier projet de SLON est Loin du Vietnam (1967), un film collectif rassemblant les réalisateurs Jean-Luc Godard, Agnès Varda, Alain Resnais, Claude Lelouch, Joris Ivens et William Klein, et dont la coordination générale et le montage sont entièrement assumés par Chris Marker.
En février-mars 1967, une grève commence dans les usines Rhodiacéta de Besançon. Les ouvriers en grève ne veulent pas seulement des augmentations de salaire, ils veulent aussi changer le système : ils transforment leur usine occupée en lieu de culture avec une bibliothèque et des conférences. Chris Marker tourne À bientôt, j'espère et donne aux ouvriers les moyens de s'exprimer par le cinéma, pour faire entendre leur voix hors de leur usine et de leur région. Les ouvriers forment alors des groupes Medvedkine à Besançon et à Sochaux, et réalisent par eux-mêmes des films sur leur mouvement.
SLON s'intéresse aussi à la manipulation de l'information par le pouvoir à travers l'État et les médias officiels. Pour offrir un contre-poids à ces appareils idéologiques, SLON crée une série de documentaires courts de « contre-information », avec le titre général de On vous parle de... Dans cette série, Marker et ses camarades de SLON présentent l'actualité politique au Brésil, au Chili, à Cuba ou en Tchécoslovaquie, mais du point de vue des mouvements de contestation, qui n'était pas, et de loin, celui favorisé par les médias.

#### Le Fond de l'air est rouge
Le point culminant des années militantes de Marker, c'est la grande fresque politique Le Fond de l'air est rouge (1978), d'après une idée de la monteuse Valérie Mayoux, à savoir un documentaire de quatre heures (réduites depuis par l'auteur à trois heures) sur la montée et le déclin des mouvements de gauche dans le monde. Le film est conçu au départ comme un collage de fragments de matériel filmique de SLON organisé en deux parties. La première, « Les mains fragiles », présente les espoirs politiques de la gauche à la fin des années 1960, à travers (entre autres) les révoltes des étudiants et les résonances de la révolution cubaine en Amérique latine. La deuxième partie, « Les mains coupées », décrit la réaction conservatrice de droite venue juste après le Printemps de Prague (1968), le coup d'État de Augusto Pinochet (1973), la restauration gaulliste en France, etc.
La décennie finit pour Marker dans une atmosphère politique très pessimiste. C'est le moment pour lui d'abandonner le cinéma militant tel qu'il l'avait conçu et de se lancer dans de nouvelles voies.

### Mémoire et multimédia (1982-2012)

#### Sans soleil
Sans soleil (1982) est tourné avec une caméra Beaulieu au format 16 mm et muette. Sandor Krasna, crédité au générique du film comme caméraman, est en réalité un personnage inventé par Chris Marker lui-même. Ce film, souvent considéré comme le chef-d'œuvre de Marker, revisite son obsession de la mémoire (déjà présente dans La Jetée) et son goût du voyage dans les années 1950-1960. Les noyaux géographiques du film, que Marker définit comme « les deux pôles extrêmes de la survie », sont le Japon et les anciennes colonies portugaises du Cap-Vert et de la Guinée-Bissau. Le cinéaste militant laisse place à un observateur curieux, politiquement averti, mais certainement déçu par la débâcle de la gauche globale et le destin tragique des mouvements de libération, en particulier en Afrique noire.
Sans soleil perfectionne le genre du « film-essai » et le transforme en une forme réflexive, guidée par ce que l'on pourrait appeler le « sujet-Marker ». Un sujet tout à la fois individuel et collectif, mais aussi cinématographique et qui organise des images et des sons fragmentaires en une unité organique par l'entremise du montage.

#### Installations multimédia et nouvelles technologies
À partir de 1980, Chris Marker explore d'autres formes d'expression grâce aux nouvelles technologies, telles que la vidéo ou l'informatique. Déjà en 1978, il fait une installation vidéo intitulée Quand le siècle a pris forme (Guerre et Révolution), produite par le Centre Georges Pompidou pour l'exposition Paris-Berlin en association avec François Helt (AM 1989-728). En 1988, il programme en AppleSoft Basic le robot conversationnel Dialector dont le développement sera « interrompu lorsqu'Apple a décidé que programmer était réservé aux professionnels ».
Pour l'exposition « Passages de l'image » au Centre Pompidou en 1990, Chris Marker réalise la grande installation Zapping Zone (Proposals for an imaginary television), à laquelle il fait des ajouts jusqu'en 1994 et qui entrera dans les collections du musée (AM 1990-160). Dans les années 1980, il développe une fascination croissante pour les possibilités surprenantes qu'offrent les ordinateurs et plus récemment Internet. Un des films les plus importants de cette période, Level Five (1996), prend comme point de départ la dernière bataille de la Seconde Guerre mondiale entre Américains et Japonais dans l'île d'Okinawa, durant laquelle un tiers de la population se suicide ou est massacré. Marker utilise l'ordinateur (et en particulier les jeux d'ordinateur) comme une partie essentielle de son mode de filmage. Pour Raymond Bellour, Level Five est « un nouveau type de film, le premier film au cinéma qui examine les liens entre la mémoire culturelle et la production de sons et images par ordinateur, ».
Mais c'est dans le CD-ROM Immemory (1997) que la logique de l'ordinateur fournit une vraie alternative à la logique filmique. Dans Immemory, produite par le Service "Nouveaux Médias" du Centre Pompidou, Marker propose « la géographie de sa propre mémoire ». Le CD-ROM offre, dans son ouverture, sept « zones » différentes : le cinéma, le voyage, la photo, la guerre, la poésie, la mémoire et le musée, ainsi qu'une zone additionnelle pour les « X-plugs ». L'exploration de ces zones avec la souris de l'ordinateur nous emmène dans un labyrinthe aux bifurcations et croisements inattendus, où l'on voit défiler des photographies, des textes, des vidéos, des cartes postales... Marker trouve dans l'ordinateur des possibilités pour le développement de ses problématiques esthétiques : premièrement, le CD-ROM permet d'incorporer toutes les images et documents que Marker a essayé à maintes reprises de mettre ensemble dans une même œuvre. Deuxièmement, il rend possible l'implémentation d'une logique non linéaire dans le développement du matériel visuel et textuel. Immemory aura aussi la forme d'une installation présentée au public en compagnie de son chat "Guillaume" et entrée dans les collections du centre Pompidou (AM 1997-253).
Sa vie durant, Marker continue à explorer les nouvelles ressources médiatiques. Avec Max Moswitzer, il crée par exemple le monde de L'Ouvroir sur Second Life, comprenant entre autres un musée virtuel et une salle de projection, à l'occasion de l'exposition au Museum für Gestaltung de Zürich. De la même manière, la première de son court métrage Leila Attacks (2006) s'est tenue sur YouTube (où on peut trouver onze vidéos sous le pseudonyme de Kosinki). En outre, Chris Marker travaille pour la télévision, comme en 1989 avec L'Héritage de la chouette (sur l'héritage de la Grèce antique dans la Grèce moderne), mini-série de treize épisodes commanditée par la Fondation Onassis et coproduite par La Sept.

#### Histoire et mémoire

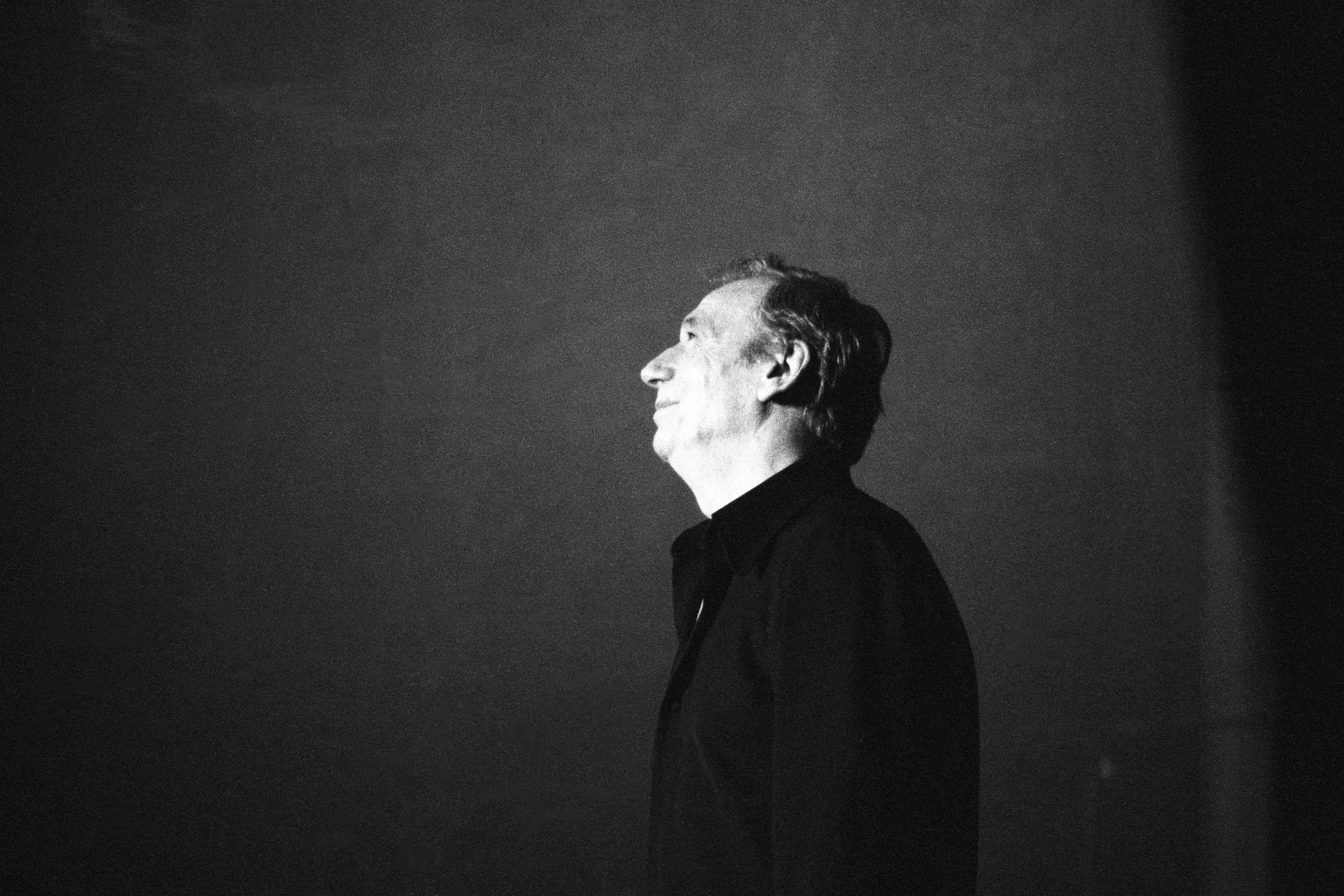
Yves Montand sur scène, comme dans La Solitude du chanteur de fond.

Dans l'œuvre de Marker, l'enchevêtrement entre la mémoire individuelle et l'histoire passe au premier plan à partir des années 1980 et anime la série de portraits filmés réalisés à partir de 1985. Bien sûr, Marker a fait des films-portraits auparavant, comme celui de son ami Yves Montand dans La Solitude du chanteur de fond (1974), mais les films des années 1980-1990 sont pour la plupart des hommages posthumes ou tardifs à des ami(e)s ou des artistes qu'il admire profondément. Ils se veulent, dès lors, déchiffrage du passé plutôt que description d'un présent. La liste des noms est parlante : Simone Signoret (Mémoires pour Simone, 1986), Alexandre Medvedkine (Le Tombeau d'Alexandre, 1993) ou encore Denise Bellon (Le Souvenir d'un avenir, 2002), qu'il réalise avec sa fille, la réalisatrice Yannick Bellon. Dans A.K. (1985), il filme Akira Kurosawa sur le tournage de Ran sur les pentes du mont Fuji. Pour l'émission de télévision Cinéma de notre temps, il dresse un portrait d'Andreï Tarkovsky intitulé Une journée d'Andreï Arsenevitch (1999). Dans tous les cas, Marker inscrit sa mémoire et celles des autres dans le cadre d'une histoire qui les intègre et les dépasse. Le documentaire sur Alexandre Medvevkine est notamment l'occasion pour Marker de faire une fresque impressionnante sur l'Union soviétique défunte.
Dans ses films, Chris Marker cherche à dépasser la linéarité temporelle : par exemple, avec la boucle du temps dans La Jetée ou l'anticipation du futur dans Le Souvenir d'un avenir. L'ordinateur le libère du temps comme ligne directrice irréversible : l'espace du CD-ROM est multi-dimensionnel car il y autant de dimensions que de points d'entrée sur l'écran introductif, et ces dimensions peuvent se croiser et s'enchevêtrer à volonté. Le résultat est un temps réversible et courbe, plein d'inflexions et de retours, qui permet de cartographier de façon plus précise l'architecture complexe de la mémoire.
Le globe-trotter militant continue à être présent dans des films comme Berliner Ballade (1990) ou Un maire au Kosovo (2000). Le contre-informateur de la série On vous parle de... continue de proposer son regard critique sur les médias dans Détour Ceausescu (1990, segment de Zapping Zone), Le 20 heures dans les camps (1993, idem.) ou Casque bleu (1995). Le photographe de Coréennes est toujours présent dans les expositions Staring Back (2007) ou Passengers (2011), série de photographies des passagers du métro parisien prises à leur insu, exposée pour la première fois à la Peter Blum Gallery de New York, puis aux Rencontres d'Arles 2011 et enfin au Centre de la photographie de Genève, dans le cadre du projet Spirales. Fragments d'une mémoire collective. Autour de Chris Marker.
En avril 2009, à l'occasion d'une ultime rencontre entre Paul Paviot et Chris Marker dans l'atelier de ce dernier à Paris 20° en présence de Charles Paviot, Chris Marker offre à son fidèle ami un exemplaire de son ouvrage Staring Back avec la dédicace suivante : « Pour Paul, qui portera devant l'Histoire, l'écrasante responsabilité de m'avoir permis d'être cinéaste. Fidèlement, [suivie de la signature de Chris Marker accompagnée d'un croquis du chat Guillaume] ». En effet, Paul Paviot avait permis naguère à Chris Marker de partir en Chine avec suffisamment de pellicule pour assurer le tournage de Dimanche à Pékin, produit par Pavox Films. Au retour du Festival de Tours où le film venait de remporter le Grand Prix en 1956, Paul Paviot accepta l'offre de co-production formulée par Anatole Dauman, Argos Films permettant dès lors le tirage de davantage de copies 16 mm et le passage au 35 mm. Grâce à cette introduction de Paul Paviot, Chris Marker allait poursuivre de nombreuses collaborations avec Anatole Dauman par la suite.

### Mort

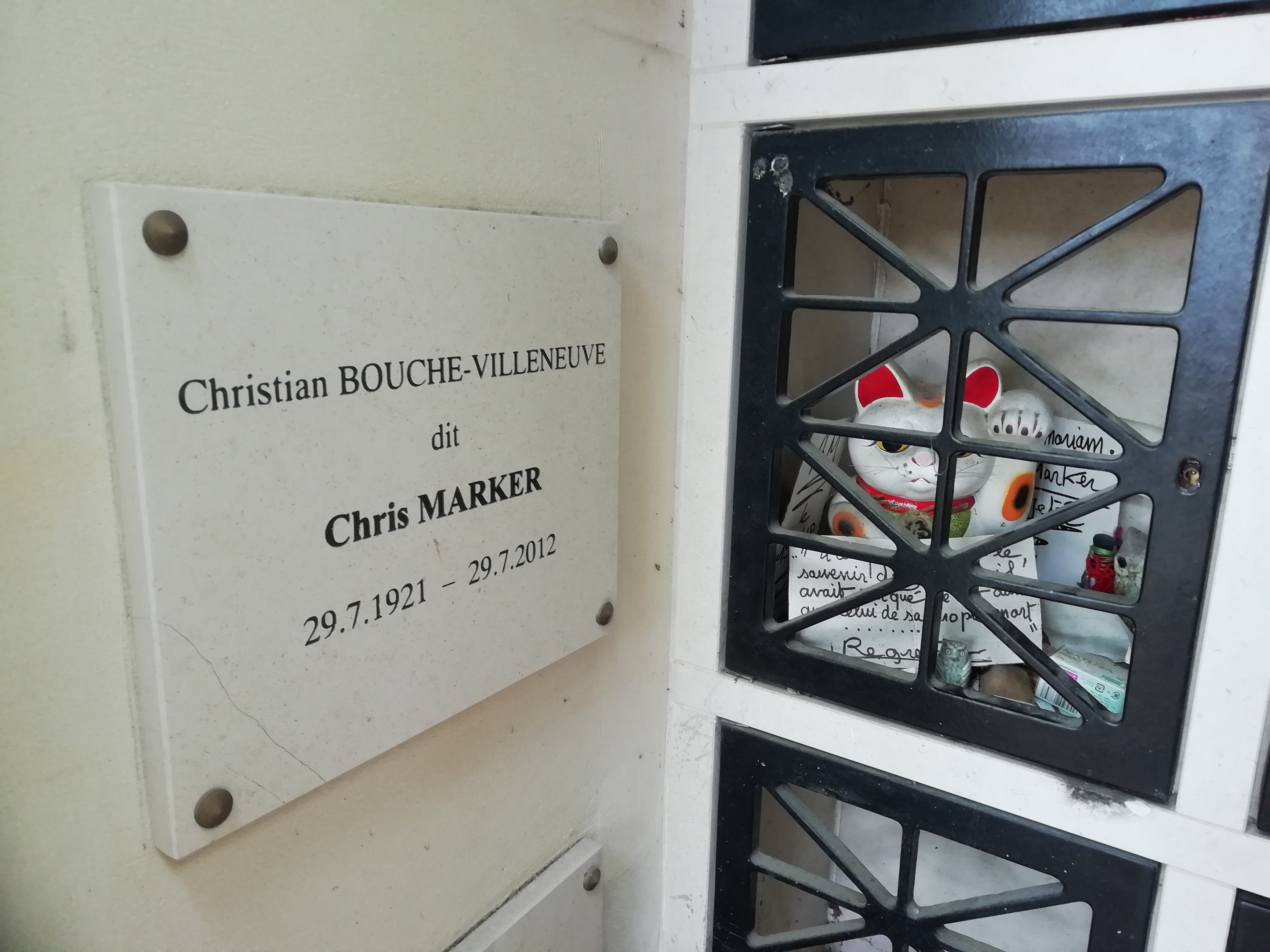
Plaque de Chris Marker au cimetière du Montparnasse (division 16).

Chris Marker meurt le 29 juillet 2012, jour de son 91e anniversaire, à son domicile personnel dans le 20e arrondissement de Paris,. Sa dépouille est incinérée au crématorium du Père-Lachaise le 2 août. Ses cendres reposent dans une chapelle funéraire commune au cimetière du Montparnasse (division 16), au sein d'une case ornée d'un chat porte-bonheur japonais ainsi que de nombreux témoignages cinéphiles.

## Hommages et commentaires

Hommage parisien.

L'hommage de la presse est unanime. Le quotidien Libération lui consacre la une du 31 juillet 2012 sous le titre « Chris Marker s'efface ». Dans le Guardian, Ronald Bergan salue en lui l'un des cinéastes les plus innovants et l'inventeur du film-essai.
Après sa mort, le peintre d'art urbain Thoma Vuille lui rend hommage en inscrivant sur les murs de Paris « RIP Chris Marker, 1921-2012 ». Sa démarche est ensuite reprise par des anonymes.
En mai 2020, un film enquêtant sur le phénomène des personnes prétendant être Chris Marker sur le Web a été posté sur youtube par le réalisateur Matan Tal (The Invention Of Chris Marker).

## Citations
« Chris Marker, c'est un peu le plus célèbre des cinéastes inconnus. »

— Dubois 2006, p. 6

« Chris Marker, the best known author of unknown movies. »

— Marker 2006.

## Filmographie
Filmographie chronologique mise à jour en date du 23 septembre 2013, d'après « Planète Marker » du Centre Pompidou, exposition qui a repris la filmographie du site chrismarker.ch (dernière mise à jour juillet 2017).

### Les années voyages - «essais documentés» [1950-1966]
- 1950 :  La Fin du monde vue par l'ange Gabriel (n/a - 8 mm)
- 1953 : Olympia 52 (104 min, d'après le négatif[54])
- 1953 : Les statues meurent aussi (32 min - coréalisé avec Alain Resnais)
- 1954-55 : La Clé des songes (10 min)
- 1955 : Un fichu métier (n/a)
- 1955 : Nuit et Brouillard d'Alain Resnais (32 min - assistant réalisateur)
- 1956 : Dimanche à Pékin (18 min 20 s)
- 1956 : Les Hommes de la baleine de Mario Ruspoli (28 min - commentaire)
- 1956 : Toute la mémoire du monde d'Alain Resnais (22 min - assistant réalisateur)
- 1957 : Django Reinhardt de Paul Paviot (25 min 6 s - commentaire)
- 1957 : Le Mystère de l'atelier quinze d'Alain Resnais et André Heinrich (18 min - commentaire)
- 1958 : Lettre de Sibérie (62 min)
- 1958 : Des hommes dans le ciel de Jean-Jacques Languepin et André Suire (9 min 47 s - commentaire)
- 1958 : La Mer et les jours de Raymond Vogel et Alain Kaminker (22 min - commentaire)
- 1958 : Le Siècle a soif de Raymond Vogel (14 min 36 s - commentaire)
- 1958 : Le Vivarium de Gérard Calderon (10 min 49 s - commentaire)
- 1958 : Broadway by Lights de William Klein (10 min 30 s - banc titre)
- 1959 : Les Astronautes (14 min - coréalisé avec Walerian Borowczyk)
- 1960 : Description d'un combat (60 min)
- 1960 : L'Amérique insolite de François Reichenbach (90 min - commentaire)
- 1961 : Cuba si (52 min)
- 1962 : La Jetée (28 min)
- 1962 : Le Joli Mai (165 min, réduit à 136 min - coréalisé avec Pierre Lhomme)
- 1962 : Jouer à Paris de Catherine Varlin (27 min - montage)
- 1963 : ... à Valparaiso de Joris Ivens (34 min - commentaire)
- 1964 : La Brûlure de mille soleils de Pierre Kast (25 min - montage)
- 1964 : La Douceur du village de François Reichenbach (47 min - montage)
- 1965 : Le Mystère Koumiko (54 min)
- 1965 : Demain la Chine de Claude Otzenberger (75 min 20 s - image et commentaire)
- 1965 : Les Chemins de la fortune de Pierre Kassovitz (43 min - conseiller artistique)
- 1965 : La Surface perdue de Dolorès Grassian (19 min - conarration)
- 1966 : Si j'avais quatre dromadaires (49 min)
- 1966 : Le Volcan interdit d'Haroun Tazieff (79 min 30 s - commentaire)
- 1966 : D'un lointain regard de Jean Ravel (10 min - codirecteur de la photographie)
- 1966 : Europort: Rotterdam de Joris Ivens (20 min - adaptation du commentaire en français)

### Les années «cinéma collectif» [1967-1979]
- 1967 : Loin du Vietnam (115 min - film collectif)
- 1967 : À bientôt, j'espère (45 min - coréalisé avec Mario Marret)
- 1968 : La Sixième Face du Pentagone (28 min - coréalisé avec François Reichenbach)
- 1968 : Classe de lutte (39 min 47 s - film collectif)
- 1968 : Ciné-tracts (série de films de 1 min à 3 min - collectif)
- 1969 : Jour de tournage (11 min - coréalisé avec Pierre Dupouey)
- 1969 : Rhodia 4x8 (3 min 22 s - film collectif)
- 1969 : On vous parle du Brésil: tortures (23 min 47 s)
- 1970 : La Bataille des dix millions (58 min - coréalisé avec Valérie Mayoux)
- 1970 : On vous parle de Paris : les mots ont un sens - François Maspero (19 min 22 s)
- 1970 : Die Kamera in der Fabrik (88 min - film collectif)
- 1970 : L'Aveu de Costa Gavras (140 min - photographe de plateau)
- 1970 : L'Afrique express de Danièle Tessier et Jacques Lang (19 min 35 s - texte introductif)
- 1970 : On vous parle de Flins de Guy Devart (30 min - monteur et images)
- 1970 : On vous parle du Brésil: Carlos Marighela (40 min 46 s)
- 1971 : On vous parle de Prague : le deuxième procès d'Artur London (30 min 5 s)
- 1971 : Le Train en marche (32 min)
- 1971 : Le Bonheur (1935) d'Alexandre Medvedkine (95 min - bande-son et distribution française)
- 1971 : L'Animal en question d'André Pozner (31 min - image du raton laveur au début)
- 1971 : Le Traîneau-échelle de Jean-Pierre Thiébaud (8 min - photo et mixage son)
- 1971 : We have come back - Congo Oye d'Eldridge Cleaver et Bill Stephens (45 min - montage)
- 1971 : Le Moindre geste de Fernand Deligny, Josée Manenti et Jean-Pierre Daniel (125 min - post-production)
- 1972 : Vive la baleine (30 min réduit à 16 min 7 s - coréalisé avec Mario Ruspoli)
- 1972 : La Première année de Patricio Guzman (90 min - remontage, production, doublage et sous-titrage)
- 1973 : L'Ambassade (21 min 16 s)
- 1973 : Puisqu'on vous dit que c'est possible (43 min - film collectif)
- 1973 : Kashima Paradise de Yann Le Masson et Bénie Deswarte (170 min réduite à 104 min - commentaire)
- 1973 : On vous parle du Chili: ce que disait Allende de Miguel Littin (16 min - post-production)
- 1974 : La Solitude du chanteur de fond (60 min - portrait de Yves Montand)
- 1974 : Les Deux mémoires de Jorge Semprun (141 min - montage et son)
- 1975 : La Spirale d'Armand Mattelart, Jacqueline Meppiel et Valérie Mayoux (155 min - commentaire)
- 1975-1979 : La Bataille du Chili de Patricio Guzman (243 min - aide au scénario et production)
- 1977 : Le fond de l'air est rouge (240 min réduit en 1996 à 180 min)
- 1978 : Le Recours de la méthode - Viva el presidente de Miguel Littin (190 min réduite à 164 min - sous-titrage)

### Les années «Immemoryou l'héritage de la mémoire» (1979-2012)
- 1979 : Le Labyrinthe d'herbes de Shuji Terayama (37 min 46 s - version française)
- 1981 : Junkopia (6 min - intégré à l'installation Zapping Zone (1990-1994))
- 1982 : Sans soleil (104 min)
- 1984 : 2084 (9 min 46 s - film collectif)
- 1985 : A.K. (71 min - portrait d'Akira Kurosawa, sur le tournage de Ran)
- 1985 : Matta (14 min 18 s - intégré à l'installation Zapping Zone (1990-1994))
- 1985 : From Chris to Christo (24 min - intégré à l'installation Zapping Zone (1990-1994))
- 1986 : Mémoires pour Simone (61 min - portrait de Simone Signoret)
- 1986 : Tokyo Days (24 min - intégré à l'installation Zapping Zone (1990-1994))
- 1987 : Treasure Island (L'Île au trésor) de Raul Ruiz (133 min - écriture de la voix off)
- 1988 : Les Pyramides bleues d'Arielle Dombasle (97 min - conseiller artistique)
- 1988 : Élégie de Moscou d'Alexandre Sokourov (88 min - production)
- 1989 : L'Héritage de la chouette (13 épisodes de 26 min - série télé[43])
- 1990 : Berliner balade (20 min 35 s - installation Zapping Zone (1990-1994))
- 1990 : Berlin 90 (21 min)
- 1990 : Détour Ceausescu (8 min - installation Zapping Zone (1990-1994))
- 1990 : Chat écoutant de la musique (2 min 47 s - installation Zapping Zone (1990-1994) : zone « Bestiaire »)
- 1990 : An Owl is an Owl is an Owl (3 min 18 s - installation Zapping Zone (1990-1994) : zone « Bestiaire »)
- 1990 : Zoo piece (2 min 45 s - installation Zapping Zone (1990-1994) : zone "Bestiaire")
- 1990 : Getting away with it (6 min 45 s - clip vidéo d'Electronic - installation Zapping Zone (1990-1994))
- 1991 : Théorie des ensembles (13 min - installation Zapping Zone (1990-1994))
- 1992 : Slon Tango (4 min 30 s - installation Zapping Zone (1990-1994) : zone « Bestiaire »)
- 1992 : Bullfight in Okinawa (4 min 12 s - installation Zapping Zone (1990-1994) : zone « Bestiaire »)
- 1993 : Le 20 heures dans les camps (27 min - installation Zapping Zone (1990-1994))
- 1993 : Le Tombeau d'Alexandre (2 × 52 min - portrait d'Alexandre Medvedkine)
- 1994 : Petite ceinture (1 min - vidéo haïku)
- 1994 : Tchaïka (1 min 29 - vidéo haïku)
- 1994 : Owl Gets in your Eyes (1 min 10 s - vidéo haïku)
- 1994 : One Sister and many Brothers de Dušan Makavejev (4 min - image)
- 1994 : Le Cœur a rendu l'âme de Jean-François Dars et Anne Papillaut (52 min - conseiller musical)
- 1995 : Casque bleu (25 min 20 s)
- 1996 : Level Five (105 min)
- 1997 : Stephan Hermlin (11 min 29 s)
- 1997 : Souvenir de Michael H. Shamberg (78 min - images électroniques)
- 1999 : Une journée d'Andreï Arsenevitch (55 min - portrait d'Andreï Tarkovski)
- 1999 : E-CLIP-SE (8 min 32 s)
- 2000 : Un maire au Kosovo (27 min 20 s - coréalisé avec François Crémieux)
- 2001 : Le Souvenir d'un avenir (42 min - coréalisé avec Yannick Bellon)
- 2004 : Chats perchés (58 min - sur les traces de M. Chat, alias Thoma Vuille)
- 2006 : Leila Attacks (1 min)
- 2006 : Sheitan de Kim Chapiron (97 min - "voix dans la télé")
- 2007 : Guillaume Movie (3 min 18 s)
- 2007 : Un an de télé vu par Guillaume (75 min)
- 2008 : Henchman Glance - Le Regard du bourreau (31 min - réalisé à partir du Procès d'Adolf Eichmann (1961) de Léo Hurwitz et de Nuit et brouillard (1955) d'Alain Resnais)
- 2008 : Pictures at an Exhibition (8 min 57 s - fragment de L'Ouvroir The Movie)
- 2008 : Metrotopia (4 min 12 s)
- 2008 : The Morning after (5 min 41 s)
- 2009 : L'Ouvroir The Movie (29 min - en collaboration avec Max Moswitzer)
- 2010 : Superscience : Lightning Chasers de Manfred Christ (60 min - post-production/ coloriste)
- 2011 : The Third Cat de Max Moswitzer (11 min 14 s - choix de la musique)
- 2011 : Stopover in Dubai (27 min - sur Gorgomancy[43])
- 2011 : Tempo risoluto (6 min 15 s)
- 2011 : Royal Polka (1 min 23 s)
- 2011 : Overnight (2 min 42 s)
- 2011 : Imagine (31 s)
- 2011 : Kino (1 min 45 s)
- 2011 : iDead (2 min 27 s)
- 2011 : And you are here (4 min 44 s - clip vidéo de Damon and Naomi)

### Fantômes markériens
- 1982 ? : Les Chats (attribution non confirmée par la source)
- 1983 : All by myself de Christian Blackwood (97 min - attribué à la suite d'une erreur de mise en page d'une revue !)
- 1992 : Le Facteur sonne toujours cheval (film jamais réalisé - blague de Marker envers ses « biographes »)

### Apparitions de Chris Marker
- 1968 : La Sixième face du Pentagone
- 1978 : Grands soirs & petits matins de William Klein
- 1982 : Sans soleil
- 1985 : Tokyo-Ga de Wim Wenders
- 1994 : One Sister and many Brothers de Dušan Makavejev
- 1999 : Une journée d'Andréï Arsenevitch
- 2008 : Les Plages d'Agnès d'Agnès Varda
- 2010 : La Traversée du désir d'Arielle Dombasle

## Publications
Cette bibliographie (qui n'est plus du tout à jour) des œuvres écrites de Chris Marker, sous les pseudonymes aussi divers que Marc Dornier, Fritz Markassin, Chris. Marker, Chris Mayor, T. T. Toukanov, Boris Villeneuve, etc., est établie à partir de la version revue, augmentée et corrigée par Christophe Chazalon, de la version de Birgit Kämper et Thomas Tode, reprise respectivement par Théorème 6 (partiellement et avec des erreurs), Catherine Lupton, Arnaud Lambert, etc.

### Romans, essais, recueils, guides de voyage
- Le Cœur net, Paris: Le Seuil, 1949, 186 p. (collection Esprit).
  - Rééditions: Paris: Le Club français du livre, 1950; Lausanne: La Guilde du livre, 1960.
  - Traductions: en allemand, Die Untrüglichen, Frankfurt am Main: Verlag des Frankfurter Hefte, 1951 (trad. par Walter Maria Guggenheimer), réédition Basel: Die Brigg, 1956 ; en anglais, Forthright Spirit, London: Allan Wingate Publisher, 1951 (trad. par Robert Kee et Terence Kilmartin).
  - Extrait: Marcel Berger (dir.), Les Plus belles histoires d'aviation, Paris: Segep, 1952, p. 57-68
- L'Homme et sa liberté: jeu dramatique pour la veillée, Paris: Le Seuil, 1949, 93 p. (coll. Veillées, no 4)
- Giraudoux par lui-même, Paris: Le Seuil, 1952, 110 p. (coll. Écrivains de toujours, no 8) 
  - Traduction: en allemand, Jean Giraudoux in Selbstzeugnissen und Bilddokumenten, Reinbeck bei Hamburg: Rowohlts Monographien, 1962 (trad. par Max Hölzer et Paul Raabe)
- Coréennes, Paris: Le Seuil, 1959, 146 p. (coll. Court métrage, no 1).
  - Traductions: en coréen, Pungnyok saramdul, Séoul: Ch'o'pan (éditeur), 1989, 186 p. (trad. par Kim Mu-gyong); en anglais, Coréennes, Columbus (Ohio) The Ohio State University, Wexner Center for the Arts, 2008[note 13].
  - Réédition partielle : deux extraits dans La Corée, le voyage vers l'Est. Anthologie d'Éric Bidet et Stéphane Bois, Paris : éd. La Bibliothèque, 2007
- Le Dépays, Paris: éd. Hersher, 1982, 82 p. (réédité dans le CD-Rom Immemory).
  - Traduction: en allemand, Das Fremdland, Berlin: Galrey Verlag, 1985.
  - Réédition du texte seul dans Tokyo_Itinéraires, Paris: WakuWaku, 2008 (sous la dir. de Cécile Parisot et François-Xavier Robert)

### Scénarios - commentaires de film

#### Films de Chris Marker
- Commentaires, Paris: Le Seuil, 1961, p. 186 p. (comprend les scénarios: Les Statues meurent aussi, Dimanche à Pékin, Lettre de Sibérie, L'Amérique rêve, Description d'un combat et Cuba Si!). Réédition: Commentaires 1, Paris: Le Seuil, 1967, 174 p.
- "Cuba Si!", L'Avant-scène cinéma, no 6 (1961), p. 45-62
- "La Jetée", L'Avant-scène cinéma, no 38 (1962), p. 22-30. Réédition: La Jetée ciné-roman, Paris: Kargo/ L'Éclat, 2008, n.p. (reprise de l'édition anglaise de 1992 par Urzone/Zonebook, réédité en 1997)
- Commentaires 2, Paris: Le Seuil, 1967, 171 p. (comprend les scénarios: Le Mystère Koumiko, Soy Mexico et Si j'avais quatre dromadaire)
- "La Sixième Face du Pentagone", Jeune cinéma, no 35 (1969), p. 2-6
- "La Bataille des dix millions", Jeune cinéma, no 50 (1970), p. 39-48
- "Le Train en marche", L'Avant-scène cinéma, no 120 (1971), p. 2-14
- Le Fond de l'air est rouge - Scènes de la troisième guerre mondiale, 1967-1977, Paris: éd. François Maspéro, 1978, 205 p. (coll. Voix)
- "Sans soleil", Trafic, no 6 (1993), p. 79-97
- "A.K.", L'Avant-scène cinéma, no 403-404 (1991), p. 124-142
- "Le Tombeau d'Alexandre", Images documentaires, no 15 (1993), p. 45-48 et Le Nouveau commerce, no 88-89 (1993), p. 17-48
- "Une journée d'Andreï Arsenevitch", Positif, no 481 (1999), p. 51-55

#### Films d'autres réalisateurs
- Les Hommes de la baleine de Mario Ruspoli, L'Avant-scène cinéma, no 24 (1963), p. 46-51
- ... à Valparaiso de Joris Ivens, L'Avant-scène cinéma, no 183 (1965), p. 73-85
- Le Mystère de l'atelier quinze d'Alain Resnais et André Heinrich, L'Avant-scène cinéma, no 61-62 (1966), p. 73-78
- La Mer et les jours de Raymond Vogel et Alain Kaminker, L'Avant-scène cinéma, no 68 (1967), p. 61-66
- Loin du Viêt Nam (collectif), Filmstudio 68-1, no 1 (1967/ Frankfurt), p. 2-26 (traduction en allemand d'Helmut Mennicken)
- Europort: Rotterdam de Joris Ivens, L'Avant-scène cinéma, no 99 (1970), p. 43-48

### Entretiens
- Yves Benot, « Un dimanche à Pékin au pas de Chris Marker », Les Lettres françaises, no 647,‎ 29 novembre 1956, p. 5
- Simone Dubreuilh, « Flashes sur les jeunes réalisateurs français : Chris Marker », Les Lettres françaises, no 664,‎ 28 mars 1957, p. 6
- "Réponse à une enquête", interview accordée à Image et son, no 150-151 (1962), p. 41-55
- Jean-Louis Pays, « Des humanismes agissants: entretiens avec Marker et Gatti », Miroir du cinéma, no 2,‎ 1962, p. 4-7
  - réédité partiellement dans Anatole Dauman, 1989, p. 157-159
- Francis Gendron, « Le Socialisme dans la rue », Miroir du cinéma, no 2,‎ mai 1962, p. 12
- (de) Herman Herlinghaus, « Chris Marker : Ich Werde Bestimmt Wiederkommen », Deutsche Filmkunst, no 1,‎ 1962, p. 26-27
  - Traduction en anglais dans Alter 2006
- (de) « Chronisten unserer Zeit: Chris Marker », Filmspiegel, no 23,‎ 1963, p. 5
- (de) Wolfgang Gersch, « Der schöne Mai », Filmwissenschaftlichte Mitteilungen, no 1,‎ 1964, p. 194-198
  - Réédition: (de) Herman Herlinghaus, Dokumentaristen der Welt in den Kämpfen unserer Zeit, Berlin, Henschel, 1982.
  - Traduction en anglais dans Alter 2006
- "Entretien avec Chris Marker", interview donnée à R. Ritterbusch pour Image et son, no 213 (février), p. 66-69
- "L'Aurore d'un cinéma ouvrier", débat avec Chris Marker, Costa-Gavras, Edouard Lutz, les ouvriers-cinéastes du Groupe Medvedkine de Besançon et le public, publié dans Le Nouveau cinémonde, no 1840(1970), p. 8-10 et 36
- "Medvedkine, tu connais ?", interview donnée à Anne Philipe pour Le Monde, no 8362 (2 décembre 1971), p. 17
- "Terminal Vertigo", interview accordée au Monthly Film Bulletin, no LI/606 (juillet 1984), p. 196-197
- Claude Roy, « Ce que parler veut dire », Le Monde, no 14890,‎ 11 décembre 1992, p. 2
- (en) Dolores Walfisch, « Interview with Chris Marler », The Berkeley Lantern,‎ novembre 1996
  - rééditée dans Vertigo (UK), no 7 (automne 1996), p. 38 [fausse interview écrite par Marker]
- Jean-Michel Frodon, « Je ne demande jamais si, pourquoi... », Le Monde, no 16196,‎ 20 février 1997, p. 31
- Samuel Douhaire et Annick Rivoire, « Rare Marker », Libération, no 6783,‎ 5 mars 2003 (lire en ligne)
  - Traduction anglaise dans Film Comment, no XXXIX/3 (mai-juin 2003), p. 38-41
- Julien Gester et Serge Kaganski, « La seconde vie de Chris Marker », Les Inrockuptibles, no 647,‎ 29 avril 2008, p. 30-33 (lire en ligne) Entretien donné sur Second Life par Sergei Murasaki (alias de Chris Marker) à Iggy Atlas (alias de Julien Gester et Serge Kaganski) dans le cadre de son exposition dans le monde virtuel
- « Interview de Guillaume-en-Égypte », numéro datée du 31 octobre 2009 de la revue électronique Poptronics consacré à Guillaume-en-Égypte au Brésil[64]

### Citations
Chris Marker serait l'auteur du célèbre aphorisme « l'humour est la politesse du désespoir », qu'il a écrit sous la forme « L'humour : politesse du désespoir », dans un article paru dans la revue La Nef en décembre 1950-janvier 1951.

## Cédérom multimédia
- Immemory, Paris, Centre Georges Pompidou, Musée national d'art moderne, Espace nouveaux médias/ Les Films de l'Astrophore/ Helsinki : Nosferatu/ Genève : Le Centre pour l'image contemporaine de Saint-Gervais, 1997. Réédition en anglais : Cambridge (MA): Exact Change, 2009.
- L'Ouvroir (2008) : monde virtuel de Chris Marker sur Second Life, conçu par Max Moswitzer, à l'occasion de l'exposition de Chris Marker au Museum für Gestaltung de Zürich, du 12 mars au 29 juin 2008. Évolutif, un cinéma et une réplique virtuelle du bar La jetée de Tokyo, ont été ajoutés par la suite. L'Ouvroir fait également l'objet d'un film visionnable sur internet, intitulé L'Ouvroir-Le film[71]

## Expositions

### Expositions solo
- Silent Movie Wexner Center for the Arts de Colombus, Palais des Beaux-Arts de Bruxelles, MoMA de New York avec Catherine Belkhodja
- The Hollow men Dazibao, du 16 octobre au 16 décembre 2006
- Owls At Noon Prelude IMA - Institute of Modern Art, du 10 avril au 26 mai 2007
- Staring Back Wexner Center for the Arts, du 12 mai au 12 août 2007 et M HKA d'Anvers, du 26 septembre 2008 au 4 janvier 2009
- Peter Blum Gallery, du 8 septembre au 3 novembre 2007
- Museum für Gestaltung de Zurich, du 12 mars au 29 juin 2008
- Rétrospective (réunit plus de 300 œuvres créées entre 1957 et 2010) aux Rencontres d'Arles, du 4 juillet au 18 septembre 2011
- Beirut Art Center, Beyrouth Liban, Par quatre chemins du 25 novembre 2012 au 29 janvier 2011
- « Planète Marker », Centre Pompidou, du 16 octobre au 20 décembre 2013
- « Chris Marker, les 7 vies d'un cinéaste », Cinémathèque française, du 2 mai ou 29 juillet 2018

### Expositions collectives
- Centre Pompidou, Paris-Berlin, 1978, par le commissaire Pontus Hulten
- Centre Pompidou. Chris Marker et Johan Grimonprez, 1998, par la commissaire Christine Van Assche
- P.S.1. MoMa Hard Light. Exposition conçue par le commissaire en chef Klaus Biesenbach et l'artiste Doug Aitken
- Musée du Jeu de Paume L'Ombre du temps. 28 septembre au 28 novembre 2004
- Caixa Forum de Barcelone. Video times 1965-2005 28 septembre 2005 au 8 janvier 2006
- Centre pour l'image contemporaine Photo-Trafic. Genève. 50 jours pour la photographie. 9 juin au 13 août 2006
- Biennale internationale d'art contemporain de Séville. 26 octobre 2006 au 8 janvier 2007
- Kunstlerhaus Bremen Angelegenheiten, die sich daraus ergeben. 20 octobre au 56 janvier 2008[pas clair]

## Principales distinctions
- Le Cœur net : prix littéraire belge, remis à Bruxelles[72].
- Les Statues meurent aussi : Prix Jean-Vigo du court métrage, 1954
- Dimanche à Pékin : Grand prix du court métrage du Festival de Tours, 1956; Médaille d'or du court métrage du Festival de la jeunesse de Moscou
- Lettre de Sibérie : Prix Lumière, 1958
- Les Astronautes : Prix du film de recherche au Festival de Venise, 1960; Prix de la Fédération internationale de la presse à Oberhausen, 1960; Médaille d'or au Festival de Bergame, 1960
- Description d'un combat : Ours d'or du film documentaire et du court métrage et Prix de la Jeunesse du Sénat de Berlin, 1961
- Le Joli mai : Prix de la critique internationale au Festival de Cannes, 1963; Dauphin d'or au Festival de Leipzig, 1963; Prix de la meilleure 1ère œuvre au Festival de Venise, 1963
- La Jetée: Prix Jean-Vigo du court métrage, 1963; Grand prix et Astronef d'or à Trieste, 1963
- Le Mystère Koumiko : Grand Prix du cinéma documentaire d'Oberhausen, 1966
- Le Train en marche : Colombe d'argent au Festival du film documentaire de Leipzig, 1971; Mention spéciale au Festival de Cracovie, 1971
- Sans soleil : Prix de la critique internationale au festival de Londres et B.F.I. Award, 1983; Grand prix du Festival du peuple de Florence, 1983; Prix OCIC, Mention Spéciale, Forum du Nouveau Cinéma au Festival International du Film à Berlin 1983
- Junkopia : César du meilleur court métrage documentaire, 1983
- Grand Prix pour l'ensemble de ses films, 1992, Scam, Paris, France[73]